# Järva-Madise
Järva-Madise est un village de la commune de Järva dans le comté de Järva en Estonie.
Le village était le chef lieu de la commune d'Albu de 1991 à 2017.